# Filothei Women Gala 2021
Die 22. Filothei Women Gala war eine Leichtathletik-Veranstaltung die am 14. Juni 2021 in Filothei, einem Vorort von Athen, stattfand. Es war Teil der World Athletics Continental Tour zählte zu den Silber-Meetings, der zweithöchsten Kategorie dieser Leichtathletik-Serie.

## Resultate

### Frauen

#### 100 Meter
| Platz | Athletin                      | Land | Zeit (s) |
| ----- | ----------------------------- | ---- | -------- |
| 1     | Rafaela Spanoudaki-Chatziriga | GRC  | 11,59    |
| 2     | Kryszina Zimanouskaja         | BLR  | 11,79    |
| 3     | Ramona Papaioannou            | CYP  | 11,80    |
| 4     | Maria Gatou                   | GRC  | 11,82    |
| 5     | Milana Tirnanić               | SRB  | 11,76    |

Wind: −0,9 m/s

#### Hochsprung
| Platz | Athletin                     | Land | Weite (m) |
| ----- | ---------------------------- | ---- | --------- |
| 1     | Marija Vuković               | MNE  | 1,93      |
| 2     | Ioanna Zakka                 | GRC  | 1,90      |
| 3     | Tatiana Gousin               | GRC  | 1,87      |
| 4     | Panagiota Dosi               | GRC  | 1,84      |
| 5     | Maruša Černjul               | SVN  | 1,84      |
| 6     | Konstantina-Argiro Koutsouki | GRC  | 1,81      |
| 7     | Eleftheria Christogeorgou    | GRC  | 1,81      |
| 8     | Despina Maltabe              | GRC  | 1,81      |
| 9     | Alkistis Vangeli             | GRC  | 1,81      |
| 10    | Ilona Sasskalko              | UKR  | 1,77      |
| 11    | Athina Retziou               | GRC  | 1,77      |
| 12    | Virginia Kouloumenta         | GRC  | 1,69      |
| 13    | Georgia-Ioanna Ioakeimidou   | GRC  | 1,65      |

#### Stabhochsprung
| Platz | Athletin                         | Land | Weite (m) |
| ----- | -------------------------------- | ---- | --------- |
| 1     | Andrina Hodel                    | SUI  | 4,35      |
| 2     | Ekaterini Vagenas                | GRC  | 4,05      |
| 3     | Ekaterini-Alexandra Anagnostidou | GRC  | 3,90      |
| 4     | Milena Postika                   | GRC  | 3,75      |
| 5     | Anastasia Retsa                  | GRC  | 3,75      |
|       | Tina Šutej                       | SVN  | NMH       |

#### Weitsprung
| Platz | Athletin                      | Land | Weite (m) |
| ----- | ----------------------------- | ---- | --------- |
| 1     | Nastassja Mirontschyk-Iwanowa | BLR  | 6,79      |
| 2     | Milica Gardašević             | SRB  | 6,48      |
| 3     | Spyridoula Karydi             | GRC  | 6,46      |
| 4     | Alina Rotaru-Kottmann         | ROU  | 6,37      |
| 5     | Nektaria Panagi               | CYP  | 6,35      |
| 6     | Paraskevi Papachristou        | GRC  | 6,20      |
| 7     | Efthymia Kolokytha            | GRC  | 6,13      |
| 8     | Oxana Koreneva                | GRC  | 5,85      |
| 9     | Evgenia Schiza                | GRC  | 5,75      |
| 10    | Maria Stefanopoulou           | GRC  | 5,61      |